# Kryvbasbasket-Lux Kryvyi Rih
El BC Kryvbasbasket es un equipo de baloncesto ucraniano con sede en la ciudad de Kryvyi Rih, que compite en la Superliga de Baloncesto de Ucrania, la primera división del baloncesto ucraniano.

## Nombres
- BK Basket Krivoy Rog (hasta 2002)
- Krivbasbasket (2002-)

### Plantilla 2013-2014
| N.º | Nombre           | Nacionalidad              | Puesto  |
| --- | ---------------- | ------------------------- | ------- |
| 14  | Herb Pope        | Bandera de Estados Unidos | Pívot   |
| --  | Zoran Krstanovic | Bandera de Serbia         | Pívot   |
| 22  | Winsome Frazier  | Bandera de Estados Unidos | Escolta |

## Palmarés
- Campeón Liga Regular UBL (2009)
- Campeón UBL (2009)
- Campeón Higher League (2003), (2004)